# Bí thư Tỉnh ủy Quảng Bình
Bí thư Tỉnh ủy Quảng Bình là người đứng đầu Ban Chấp hành Đảng bộ Đảng Cộng sản Việt Nam tỉnh Quảng Bình.
Từ ngày 20 tháng 9 năm 1975 đến ngày 30 tháng 6 năm 1989, tỉnh Quảng Bình bị sáp nhập vào tỉnh Bình Trị Thiên, cùng với hai tỉnh khác là tỉnh Quảng Trị và tỉnh Thừa Thiên Huế.

## Danh sách Bí thư qua các thời kì
Bí thư Tỉnh ủy Quảng Bình từ năm 1945 đến nay: 
1. Đoàn Khuê (Trưởng ban vận động thống nhất Đảng bộ), tham gia thành lập Tỉnh ủy Lâm thời tỉnh Quảng Bình (tháng 6 năm 1945), làm Ủy viên quân sự của Tỉnh ủy
2. Nguyễn Đình Chuyên
3. Nguyễn Thanh Hải
4. Nguyễn Văn Thanh: được bầu tại Đại hội Đảng bộ tỉnh Quảng Bình lần thứ 1 (họp từ ngày 6-1-1948 tại thôn Đại Hòa (chiến khu Tuyên Hóa), có 56 đại biểu về dự, thay mặt cho 983 đảng viên toàn tỉnh)
5. Võ Thúc Đồng: được bầu tại Đại hội Đảng bộ tỉnh Quảng Bình lần thứ 2 (họp từ ngày 16 đến ngày 19-5-1949 tại thôn Kim Bảng (chiến khu Tuyên Hóa nay là huyện Minh Hóa), có 90 đại biểu về dự, thay mặt cho 4.698 đảng viên toàn tỉnh).
6. Hoàng Văn Diệm
7. Trương Văn Địch: được bầu tại Đại hội Đảng bộ tỉnh Quảng Bình lần thứ 3 (họp từ ngày 11 đến 13-8-1951 tại Bến Tiêm (chiến khu huyện Quảng Ninh), có 150 đại biểu về dự, thay mặt cho 10.000 đảng viên trong tỉnh)
8. Nguyễn Tư Thoan (từ tháng 3/1959 đến tháng 6/1974): được bầu tại Đại hội Đảng bộ tỉnh Quảng Bình lần thứ 4 (Vòng 1: Họp từ ngày 20 đến 26-6-1960 tại thị xã Đồng Hới, có 175 đại biểu về dự, thay mặt cho 11.460 đảng viên toàn tỉnh. Vòng 2: Họp từ ngày 6 đến 13-3-1961); tái đắc cử Bí thư Tỉnh ủy tại Đại hội Đảng bộ tỉnh Quảng Bình lần thứ 5 (Họp từ ngày 6 đến 13-8-1963 tại thị xã Đồng Hới, có 215 đại biểu về dự, thay mặt cho 12.800 đảng viên toàn tỉnh)
9. Cổ Kim Thành: được bầu tại Đại hội Đảng bộ tỉnh Quảng Bình lần thứ 6 (Họp từ ngày 17 đến 23-6-1974 tại thị xã Đồng Hới, có 300 đại biểu về dự, thay mặt cho hơn 30.000 đảng viên toàn tỉnh)

Bí thư Tỉnh ủy Bình Trị Thiên:
1. Nguyễn Hữu Khiếu (từ 6 tháng 3 năm 1976 đến tháng 9 năm 1976)
2. Bùi San (Bình Trị Thiên) (từ tháng 9 năm 1976)
3. Vũ Thắng (Bình Trị Thiên)

Bí thư Tỉnh ủy Quảng Bình sau khi chia tách từ tỉnh Bình Trị Thiên:
1. Thái Bá Nhiệm: Ngày 1-7-1989, Trung ương cho chia tỉnh Bình Trị Thiên về lại địa giới hành chính của 3 tỉnh cũ. Ban Chấp hành Đảng bộ Quảng Bình do Trung ương chỉ định có 20 ủy viên, ông Thái Bá Nhiệm làm Bí thư Tỉnh ủy.
2. Trần Đình Luyến: được bầu tại Đại hội Đảng bộ tỉnh Quảng Bình lần thứ 11 (Vòng 1: Họp từ ngày 26 đến 28-4-1991 tại thị xã Đồng Hới, có 300 đại biểu về dự, thay mặt cho 37.996 đảng viên toàn tỉnh. Vòng 2: Họp từ ngày 20 đến 23-8-1991)
3. Trần Hòa: được bầu tại Đại hội Đảng bộ tỉnh Quảng Bình lần thứ 12 (Họp từ ngày 10 đến 13-5-1996 tại thị xã Đồng Hới, có 300 đại biểu về dự, thay mặt cho 37.045 đảng viên toàn tỉnh). Trần Hòa tái đắc cử Bí thư Tỉnh ủy tại Đại hội Đảng bộ tỉnh Quảng Bình lần thứ 13 (Họp từ ngày 1-1-2001 đến ngày 4-1-2001 tại thị xã Đồng Hới. Có 300 đại biểu chính thức thay mặt cho 41.570 đảng viên trong toàn tỉnh về dự đại hội.)
4. Đinh Hữu Cường: Năm 2003 Trần Hòa được Trung ương Đảng điều động ra làm Phó chủ nhiệm Ủy ban Kiểm tra Trung ương, Đinh Hữu Cường làm Bí thư Tỉnh ủy.
5. Hà Hùng Cường: Cuối năm 2004, Đinh Hữu Cường được Trung ương Đảng điều động làm Phó trưởng ban Ban Chỉ đạo Tây Nguyên, Hà Hùng Cường làm Bí thư Tỉnh ủy. Đại hội Đảng bộ tỉnh Quảng Bình lần thứ 14 (Họp từ ngày 25 đến 28-12-2005 tại thành phố Đồng Hới, có 300 đại biểu về dự, thay mặt cho hơn 50.000 đảng viên toàn tỉnh), Hà Hùng Cường tái đắc cử làm Bí thư Tỉnh ủy.
6. Lương Ngọc Bính: Đến năm 2007, Hà Hùng Cường được Trung ương Đảng điều ra làm Bộ trưởng Bộ Tư pháp, Lương Ngọc Bính lên quyền Bí thư Tỉnh ủy, rồi Bí thư Tỉnh ủy. Đại hội Đảng bộ tỉnh Quảng Bình lần thứ 15 (họp từ ngày 13 đến 15 tháng 9-2010 tại thành phố Đồng Hới, có 349 đại biểu về dự, thay mặt cho 57.683 đảng viên toàn tỉnh), Lương Ngọc Bính được bầu làm Bí thư Tỉnh ủy.
7. Hoàng Đăng Quang: được bầu tại Đại hội đại biểu Đảng bộ tỉnh lần thứ 16 họp từ ngày 21-10-2015 tại thành phố Đồng Hới, có 350 đại biểu về dự thay mặt cho 66.856 đảng viên trong toàn tỉnh.
8. Vũ Đại Thắng (sinh năm 1975): Ngày 5 tháng 8 năm 2020, Bộ Chính trị công bố Quyết định về việc điều động, phân công, chỉ định Ủy viên dự khuyết Ban chấp hành Trung ương Đảng, Thứ trưởng Bộ Kế hoạch và Đầu tư Vũ Đại Thắng tham gia Ban Chấp hành, Ban Thường vụ và giữ chức vụ Bí thư Tỉnh ủy Quảng Bình nhiệm kỳ 2015-2020.
9. Lê Ngọc Quang (sinh năm 1974): Ngày 31 tháng 10 năm 2024, tại Tỉnh ủy Quảng Bình, Trưởng Ban Tổ chức Trung ương Lê Minh Hưng trao Quyết định số 1626-QĐ/TW ngày 25/10/2024 của Bộ Chính trị về việc điều động, phân công, chỉ định ông Lê Ngọc Quang, Ủy viên Trung ương Đảng, Bí thư Đảng ủy, Tổng Giám đốc Đài Truyền hình Việt Nam tham gia Ban Chấp hành, Ban Thường vụ và giữ chức Bí thư Tỉnh ủy Quảng Bình, nhiệm kỳ 2020 - 2025.